# كريم بدوي
كريم إبراهيم علي بدوي (1970 -) هو وزير البترول والثروة المعدنية المصري الحالي.

## حياته ونشأته
حصل علي بكالوريوس الهندسة الميكانيكا، امتياز مع مرتبة الشرف، الجامعة الأمريكية بالقاهرة سنة 1995.
ماجستير هندسة ميكانيكا، الجامعة الأمريكية بالقاهرة سنة 1998.
ماجستير إدارة الأعمال، جامعة إراسموس روتردام بهولندا سنة 2008.
حصل علي دبلومة برنامج تقنيات تقليص الانبعاثات، جامعة ستانفورد بلوس انجلوس سنة 2023 .
برنامج التميز في العمل الرقمي، جامعة كاليفورنيا سنة 2021 .
برنامج تدريبى حول التمويل التنفيذي الاستراتيجي سنة 2010 ، المعهد الدولي لإدارة التنمية، سويسرا

## الخبرات المهنية
- مدير الطاقة الجديدة بشركة شلمبرجير الشرق الأوسط وشمال إفريقيا، بعد أن كان مدير الأداء الرقمي لشركة شلمبرجير بـالمقر العالمي للشركة في هيوستون.[7]
- شَغلَ منصب رئيس شركة شلمبرجير في مصر والسودان وشرق المتوسط، وقضى فيها مسيرة متنوعة الخبرات ضمت القطاع الهندسي و الخبرة العملية و الادارية في قطاع الاستكشاف والإنتاج للبترول والغاز، وقطاعات التسويق والتدريب وتكنولوجيا المعلومات وإدارة الموارد البشرية، فشملت، فيما شملته، مجالات تحسين الهياكل التنظيمية، وادارة التغيير ووضع الاستراتيجيات المحققة للنتائج والتمويل وضمان فاعلية الأداء العملياتي.[3]
- أدار مشروعات هامة أدت إلى تحسين الإدارة  والكفاءة في مجال البترول والغاز، وخفض الانبعاثات الكربونية، والتمهيد لنظم الطاقة الجديدة والنظيفة، بمراعاة التوازن في مجال البيئة، ومواصلة تدعيم وتنمية العلاقات مع الشركاء بما في ذلك الوزارات والمطورين وشركات EPC والجهات المعنية بتحديث التكنولوجيا والصناعات المختلفة، بما في ذلك، صناعات البترول والغاز ووزارة الكهرباء وشركاتها وشركات الحديد والأسمنت والمطورين، لتقليل الانبعاثات وتحقيق الطموحات المتعلقة بالطاقة الجديدة.
- شارك في العديد من المؤتمرات الدولية في قطاع الطاقة، مثل مؤتمر مؤتمر سيرا ويك في هيوستن في مارس 2023، منتدى السعوديىة للاستثمار في قطاع البتروكيماويات في هيوستن في مارس 2023، المؤتمر العالمي لشركات الكهرباء في أبوظبي في مايو 2023، أسبوع المناخ في الشرق الأوسط وشمال أفريقيا في الرياض في سبتمبر 2023، مؤتمر ADIPEC بالامارات العربية المتحدة في أكتوبر 2023، ورشة عمل منتدى شرق المتوسط للغاز حول نزع الكربون في أكتوبر 2023 في القاهرة وفي مؤتمر COP28 بدبي، وفي ندوة حول التطور التكنولوجي في تخفيض الانبعاثات في قطاع البترول في مصر، بجناح مصر خلال مؤتمر COP28 ، وقمة عمان للهيدروجين الأخضر في مسقط في ديسمبر 2023.[8]
- الاسهامات في قطاع البترول المصري فقد شارك في تنفيذ عدد من المشروعات المهمة ومنها:[9]

1. تنفيذ منصة مصر الرقمية Egypt Upstream Gateway (EUG)  ، لتشجيع وتسهيل الاستثمار في قطاع البترول واتمام المزايدات العالمية رقميا، ووضع الأساس لتشجيع الاستثمار في قطاع الطاقة الجديدة. وتعد منصة مصر الرقمية نموذجا فريدا في العالم حيث تشمل رقمنة جميع البيانات الخاصة للطبقات الباطنية وامكانية تحديث بياناتها بما يسمح بتعظيم الاستفادة منها لجذب الاستثمار وتقليل المخاطر بالنسبة للمستثمرين، وطرح مناطق جديدة لاستكشاف و انتاج البترول.[10]
2. تنفيذ عمليات سيزمية بتقنيات حديثة لتسهيل نجاح عمليات البحث والاستكشاف في خليج السويس. حيث تم استخدام التكنولوجيا الحديثة لدمج البيانات القديمة مع تلك المستحدثة لعمل رسومات أرضية أكثر دقة لزيادة فرص نجاح عمليات الاستكشاف و زيادة الإنتاج من حقول خليج السويس.[11]
3. المشاركة في برنامج تطوير وتحديث قطاع البترول في محاور جذب الاستثمار وتنمية الكوادر في القطاع واستخدام أحدث المعدات العالمية في عمليات البحث والاستكشاف وتنمية الحقول .
4. المشاركة كشريك تكنولوجى في تنفيذ مشروع تنمية حقل ظهر للغاز الطبيعى  .[12]
5. وضع استراتيجيات فنية وإدارية وتنمية بشرية، والتعامل مع شركات الطاقة، والوزارات والمؤسسات الدولية بما يدعم المزيد من بناء جسور للتواصل وتشجيع الاستثمارات.[13]
6. وضع هياكل تنظيمية جديدة، ودمج خطوط أعمال، وخدمات دعم، ومحتوى رقمي، وإدارة التغيير، ومهارات التواصل، وهى كلها عناصر هامة لإعادة هيكلة المؤسسات.
7. توفير كم هائل من المعلومات بشأن أفضل الممارسات في مجالات نزع الكربون ونظم الطاقة الجديدة والحلول الكربونية والعمل مع شركات الكهرباء والعديد من وزارات الطاقة والثروة المعدنية في منطقة الشرق الأوسط وشمال أفريقيا.
8. النظر في الحوافز والأطر التنظيمية المؤثرة على خريطة مصادر الطاقة في مصر وتأثيرها الإيجابى على قطاع الإنتاج في مصر ، وزيادة إنتاج الطاقة الخضراء.[8]